# Paola Tirados
Paola Tirados Sánchez, née le 14 janvier 1980 à Las Palmas de Gran Canaria, est une nageuse synchronisée espagnole.

## Carrière
Aux Jeux olympiques de 2008 à Pékin, elle est médaillée d'argent par équipes avec Raquel Corral, Andrea Fuentes, Alba María Cabello, Laura López, Gemma Mengual, Irina Rodríguez et Thais Henríquez.